# Coatómero
COPs, ou coatómeros (português europeu) ou coatômeros (português brasileiro), são proteínas que participam da formação de vesículas membranosas no interior das células, no início das vias secretoras. Trata-se de um processo conservado, evolutivamente, nos eucariotos. Existem duas categorias dessas proteínas, cada uma envolvida em um tipo de transporte diferente: COP I, que medeia o transporte retrógrado, e COP II, que medeia o transporte anterógrado. Clatrinas também participam desse processo, quando o transporte acontece do Aparato de Golgi à membrana plasmática.
Na via anterógrada, as vesículas são transportadas do retículo endoplasmático ao Aparato de Golgi, enquanto, na via retrógrada o tráfego ocorre no sentido inverso. E sabe-se que as proteínas a serem transportadas, nos dois sentidos das vias secretoras, apresentam uma sequência de aminoácidos sinalizadoras de sua destinação, caracterizando esse processo como seletivo.

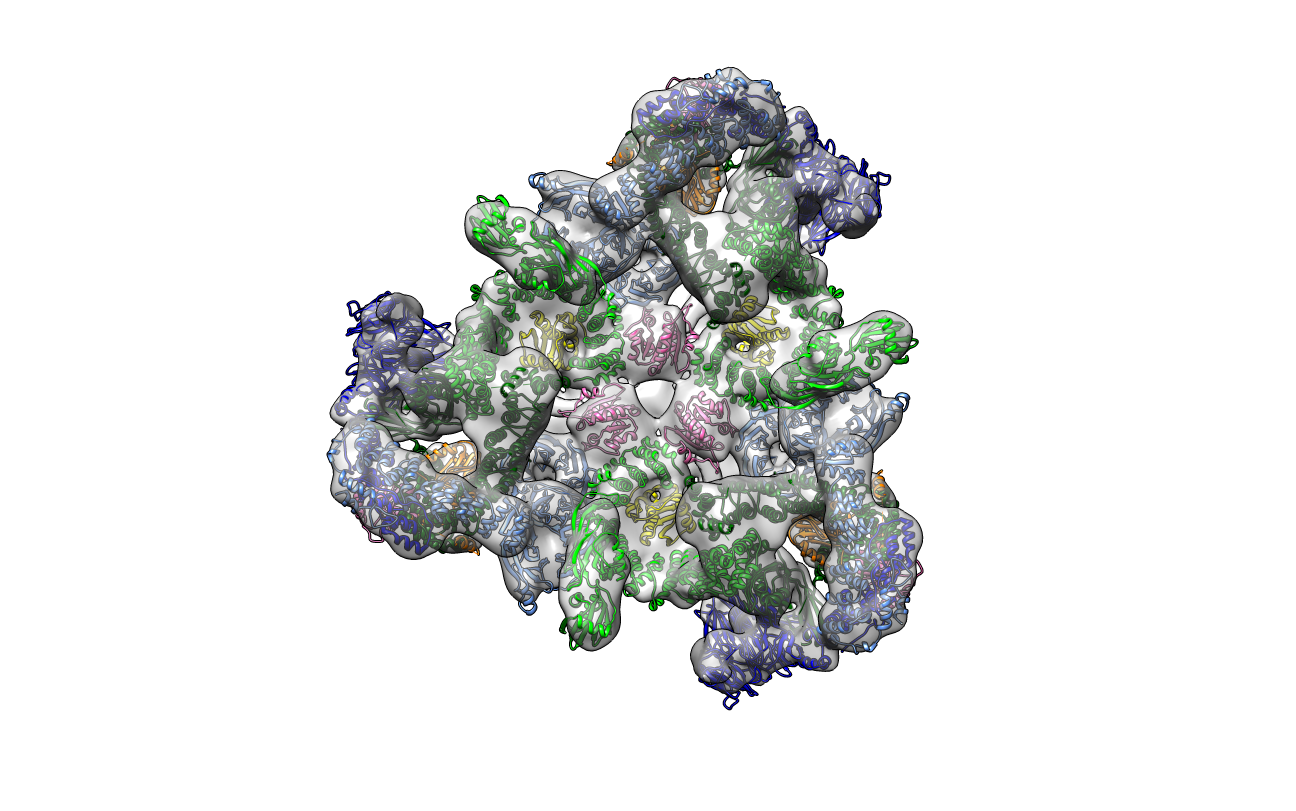
Estrutura da COP I.

As proteínas de revestimento, como as COPs, devem atuar apenas em ocasiões em que sejam exigidas, tornando-se necessário o controle do tráfego de membranas nos tipos de transporte existentes. GTPases recrutadoras de revestimento, proteínas monoméricas, controlam a formação de vesículas. Em alta concentração no citoplasma, as moléculas recrutadoras, inativas ligadas a GDP, são ativadas por GEFs específicos nas membranas internas, que ativam as recrutadoras as associando com GTP.

## COP I
A COP I, por sua vez, se refere ao complexo proteico de revestimento responsável pela via retrógrada, entre o Aparato de Golgi e o Retículo Endoplasmático. Trata-se de uma rota de recuperação de moléculas biológicas úteis advindas do RE, que podem ser recicladas e reutilizadas pela célula em diversas atividades fisiológicas. Essa via é importante para evitar dispêndio excessivo de energia na síntese de novas moléculas, promovendo uma melhor viabilidade termodinâmica na homeostase celular. Processos como o próprio brotamento de vesículas podem ser reabastecidos por componentes recuperados nessa rota, como é o caso da regressão de SNAREs, por exemplo.
Para que a via retrógrada ocorra, é imprescindível que haja marcação nas proteínas originárias do Retículo Endoplasmático, sendo as mais comuns sequências específicas de aminoácidos, conhecidas como KDEL, KKXX (di-lisina) ou KXKXX. Esses marcadores específicos sinalizam que a proteína normalmente se encontra no RE em estado estacionário e, logo, não deve ser endereçada para outros domínios celulares pela região trans do Aparato de Golgi, mas sim retornar pelas cisternas cis ao seu local de origem. A marcação dos substratos a serem transportados é, dessa forma, extremamente importante na etapa de seleção do conteúdo das vesículas revestidas por COP I. As proteínas de carga retrógradas que transportam um sinal de di-lisina se ligam diretamente ao revestimento. As proteínas RE luminal que possuem um motivo KDEL, como as chaperonas BiP e PDI, são reconhecidas na região cis-Golgi por um receptor KDEL (codificado pelo gene ERD2 em leveduras) e são direcionados para vesículas COP I.
Estudos em mamíferos reportaram a relevância da COP I em outra via de transporte de vesículas: o transporte intra-Golgi. Essa via está associada à condução de biomoléculas entre as cisternas da organela, onde podem ocorrer diversos processos bioquímicos relacionados ao processamento pós- traducional, a exemplo da glicosilação, da clivagem de pró-proteínas e da fosforilação de estruturas. O revestimento da COPI foi identificado pela primeira vez em um ensaio de células livres de mamíferos que reconstituiu o transporte intra-Golgi. As vesículas revestidas de COP I derivadas de Golgi se acumulam e podem ser purificadas a partir de reações in vitro em que o transporte é bloqueado com o análogo GTP não hidrolisável, GTP-g -S. A ARF ligada ao GTP é uma das proteínas citosólicas necessária para produzir vesículas revestidas de COPI, constituindo a maquinaria mínima para deformar a bicamada lipídica em brotamento de vesículas. A retirada das vesículas de COP I é iniciada quando a ARF hidrolisa a sua GTP, que libera a ARF e permite a fusão da vesícula com a membrana alvo. Dessa forma, sabe-se que, em células de mamíferos, o revestimento de COP I está predominantemente associado ao lado cis do Aparato de Golgi (via retrógrada) e às estruturas de compartimento intermediário, dispersas ao longo do citoplasma (transporte intra-Golgi).

## COP II
O termo COP II se refere a um complexo de proteínas que atua no brotamento de vesículas constitutivas da via anterógrada, ou seja, originadas no Retículo Endoplasmático e endereçadas ao Aparato Golgiense. Essa via exerce papel fundamental nas etapas iniciais das atividades secretoras da célula. Para iniciar a sua jornada ao longo da via biossintética-secretora, as proteínas que entram no RE e que são destinadas ao aparelho de Golgi, ou mais além, são, primeiramente, empacotadas em pequenas vesículas de transporte revestidas de COP II. Essas vesículas de transporte brotam a partir de regiões especializadas do RE chamadas de sítios de saída, cujas membranas não possuem ribossomos ligados.
Esse tipo de revestimento por COP II foi identificado pela primeira vez na levedura S, sendo os componentes envolvidos na formação de vesículas revestidas por COP II essenciais para viabilidade celular em leveduras. Estudos in vitro identificaram que os componentes citosólicos do revestimento da COP II compreendem a pequena GTPase Sar1p e dois complexos de proteínas hetero-diméricas, Sec23 / 24p e Sec13 / 31p. A microscopia eletrônica foi recentemente utilizada para visualizar a estrutura das subunidades COP II e a estrutura superficial das vesículas revestidas com COP II. Sabe-se, então, que o complexo Sec23 / 24p se assemelha a uma gravata e o complexo Sec13 / 31p possui uma estrutura flexível de comprimento de 24/ 30 nm que compreende uma estrutura globular.

### Regulação da montagem de revestimentos de COP II
Para assegurar que o tráfego de membranas em direção a uma organela e em sentido contrário seja equilibrado, as proteínas de revestimento devem estruturar-se somente quando e onde elas são necessárias. Por isso, a atividade de GTPases recrutadoras é fundamental na regulação da montagem dos revestimentos, tanto de COP II quanto de COP I. As GTPases recrutadoras de revestimento são membros de uma família de GTPases monoméricas. Elas incluem as proteínas t, responsáveis pela montagem dos revestimentos de COPI e de clatrina a partir das membranas de Golgi e a proteína Sar1, a qual é responsável pela montagem do revestimento de COPII nas membranas do RE.
Devido ao funcionamento dessas GTPases, o surgimento da vesícula só é iniciado quando uma proteína transmembrana localizada no Retículo Endoplasmático, Sec12p, medeia a troca GTP/PIB em Sar1p. A Sar1p ligada a GTP então se liga firmemente às membranas retículo endoplasmáticas, provavelmente incorporando uma hélice a-N-terminal na bicamada de uma maneira semelhante à promovida pela ARF1 (a pequena GTPase que atua no tráfego dependente de COP I). A ligação de membrana de Sar1p-GTP permite o recrutamento do complexo Sec23 / 24 e posteriormente do complexo Sec13 / 31p, que induz a polimerização do revestimento e a deformação da membrana em brotamento de vesículas. Após o brotamento, o Sec23p atua como uma proteína ativadora de GTPase específica para o Sar1p (GAP), ajudando o Sar1p a hidrolisar o GTP, o que, por sua vez, desencadeia na liberação da vesícula. O complexo Sec13 / 31p, uma vez recrutado para a membrana induzindo a curvatura da membrana, leva ao aumento da atividade de Sar1pGTPase mediada pela ação do Sec23p.
As GTPases recrutadoras de revestimento também exercem um papel na desmontagem do revestimento. A hidrólise do GTP ligado em GDP determina que a GTPase modifique a sua conformação de modo que a sua cauda hidrofóbica solte-se da membrana, fazendo com que o revestimento da vesícula se desmonte. Embora não se saiba o que desencadeia o processo de hidrólise de GTP, tem sido proposto que as GTPases trabalhem como temporizadores (timers), hidrolisando GTP em uma razão lenta, porém previsível.
Outra proteína essencial para a formação de vesículas COP II é codificada pelo gene SEC16. A Sec16p é uma proteína hidrofílica de 240 kDa que é essencial para a viabilidade da levedura e sua função demonstrou ser estritamente necessária para o implante de vesículas dependentes da COP II do Retículo Endoplasmático in vivo. No entanto, o Sec16p está firmemente e perifericamente ligado às membranas reticulares e, portanto, não é uma das proteínas citosólicas necessárias para impulsionar o surgimento da COP II. Ela interage diretamente com vários componentes do revestimento COP II, nomeadamente Sar1p, Sec23p, Sec24p e Sec31p, organizando um passo inicial na montagem da COP II.

### A seleção de carga em vesículas revestidas por COP II
Originalmente, acreditava-se que todas as proteínas que não estivessem atreladas ao RE entrassem em vesículas de transporte, como um padrão. Entretanto, hoje está claro que o empacotamento em vesículas de transporte que deixam o RE normalmente é um processo seletivo. Muitas proteínas de membrana são recrutadas ativamente para dentro de tais vesículas, onde elas tornam-se concentradas. Acredita-se que estas proteínas-carga exibam sinais de saída (transporte) em suas superfícies citosólicas que são reconhecidos por componentes do revestimento de COPII; estes componentes do revestimento atuam como receptores de carga e são reciclados de volta para o RE depois de terem entregado suas cargas ao aparelho de Golgi. As proteínas-carga solúveis no lúmen do RE, ao contrário, possuem sinais de saída que as fixam nos receptores de carga transmembrana, os quais, por sua vez, ligam-se aos componentes do revestimento de COPII através dos sinais de saída de suas caudas citoplasmáticas. A uma taxa muito mais baixa, as proteínas sem esses sinais também podem entrar nas vesículas de transporte, de forma que, mesmo as proteínas que normalmente atuam no RE (as chamadas proteínas residentes no RE), lentamente dele escapam e são entregues ao aparelho de Golgi. Algumas proteínas transmembrana que servem como receptores de carga para empacotar algumas proteínas de secreção dentro de vesículas revestidas de COPII são lectinas que se ligam a oligossacarídeos. A lectina ERGIC53, por exemplo, liga-se à manose e reconhece este açúcar em dois fatores de coagulação secretados (Fator V e Fator VIII), consequentemente empacotando estas proteínas em vesículas de transporte no RE. O papel da ERGIC53 no transporte de proteínas foi identificado porque os humanos que têm deficiência desta proteína, devido a uma mutação herdada, apresentam níveis séricos mais baixos dos Fatores V e VIII e, portanto, sangram excessivamente.
Além disso, um mecanismo de "controle de qualidade" garante que apenas proteínas dobradas corretamente possam sair do Retículo Endoplasmático. No entanto, os processos pelos quais as proteínas secretadas são segregadas para longe das proteínas que permaneceram no RE durante a formação de vesículas ainda são amplamente debatidos. Existe uma boa evidência de que pelo menos uma determinada carga destinada à saída do RE é captada seletivamente por interações diretas com proteínas da COP II. As vesículas revestidas por COP II produzidas in vitro (a partir de membranas de levedura na presença de uma maquinaria mínima) são capazes de empacotar um grande conjunto de proteínas de carga solúvel e transmembranar, incluindo o precursor do fator de feromônio e o v-SNAREs Bet1p, Bos1p e Sec22p, que são necessários para o alinhamento e a fusão dessas vesículas com membranas de Golgi.
A subunidade Sec24p está envolvida no recrutamento das cargas para as vesículas. Os complexos pré-brotamento que contêm cargas podem ser isolados das membranas reticulares após a adição de Sar1p e Sec23 / 24p, sugerindo que este revestimento parcial pode recrutar proteínas destinadas à incorporação em vesículas. Além disso, o heterodímero Sec23 / 24p e, em alguns casos, Sec24p sozinho, podem se ligar a domínios citoplasmáticos de uma variedade de moléculas. Outras evidências para o papel do Sec24p na seleção de carga derivam da observação de que o Lst1p, um homólogo da Sec24p no genoma da levedura, é necessário para efetivar a exportação do RE. As vesículas geradas com o complexo Sec23 / Lst1p que substituem Sec23 / 24p são deficientes em um subconjunto distinto de moléculas, incluindo o v-SNAREs Bet1p, Bos1p e Sec22p. Assim, devido à ausência de SNAREs, essas vesículas não podem se fundir com membranas de Golgi. Ao contrário de Sec24p, a Lst1p é incapaz de se ligar à Bet1p in vitro, o que sugere uma correlação direta entre a ligação da carga e o recrutamento para vesículas.
De acordo com observações, a expressão excessiva de Lst1p não pode compensar a perda da função Sec24p. As células de levedura possuem três homólogos de Sec24p e os eucariotas expressam pelo menos quatro isoformas. Acredita-se que esta variação na subunidade Sec24p fornece vesículas COP II com uma especificidade mais ampla para seleção de moléculas, além de maior flexibilidade no tamanho da vesícula, o que provavelmente tem papel importante na acomodação de uma carga volumosa.
A especificidade da interação de carga / proteína de revestimento sugeriu a existência de sinais de classificação nos domínios citoplasmáticos das proteínas. Na verdade, dois desses sinais de exportação do RE foram identificados em células de mamíferos. Primeiro, a di-fenilalanina presente em ERGIC-53, um receptor semelhante a lectina para glicoproteínas, é crucial para a eficiência no transporte do RE até o Aparato de Golgi. Em segundo lugar, um sinal de diácido Asp-X-Glu (DXE, onde X pode ser qualquer aminoácido) presente no transporte RE para Aparato de Golgi foi identificado no C-terminal da glicoproteína do vírus da estomatite vesicular (VSV-G). No caso do VSV-G, o sinal mostrou atuar na concentração dessa molécula nas estruturas revestidas da COP II. O sinal é funcional tanto em células de mamíferos como em leveduras (por exemplo, na proteína transmembranar Sys1p) e interage diretamente com o complexo Sec23 / 24p. As mutações neste sinal eliminam a ligação das proteínas da COP II e resultam em retenção no RE. A carga solúvel pode ser incorporada nas vesículas COP II por um "fluxo em massa" ou através de interações seletivas do revestimento com receptores de membrana que se ligam a esta carga.

## Mal funcionamento das proteínas COP
O mal funcionamento das proteínas COPII é associado a múltiplas doenças hematológicas e não hematológicas. A anemia diseritropoiética congênita do tipo II, uma rara doença genética que afeta o desenvolvimento dos eritrócitos gerando diversas complicações clínicas decorrentes do quadro anêmico, é causada por mutações no gene sec23b. A doença de retenção dos quilomícrons (CRD), uma rara doença congênita que causa hipocolesterolemia, atraso do crescimento, complicações hepáticas, neurológicas e oftalmológicas, é causada por uma mutação no gene SAR1B. Tanto o gene sec23b como o gene SAR1B codificam peptídeos essenciais para o correto funcionamento das proteínas COPII no transporte anterógrado entre o retículo endoplasmático e o Complexo de Golgi.

O trafego intracelular é essencial para se transportar moléculas vesículas e organelas para os seus corretos destinos para que a célula mantenha a sua homeostase. O mal funcionamento do trafego intracelular está associado a diversas doenças neurológicas e não neurológicas. Mutações no gene ARCN1 que codifica a subunidade sigma da proteína COPI é associada a degeneração das células de Purkinje e hipopigmentação.